# КЛМ
КЛМ (хол. KLM (Koninklijke Luchtvaart Maatschappij) срп. Краљевске холандске авиолиније) је холандска авио-компанија у саставу Ер Франс-КЛМ групе. Са седиштем у Амстердаму, базирана је на аеродрому Схипхол одакле лете ка домаћим и међународним одредиштима и обављају авионски транспорт терета ка преко 90 дестинација.
Компанија је основана 7. октобра 1919. године и најстарији је светски авио превозник који лети под истим именом.

## Флота
| Авион             | У служби | Наруџбине | Број седишта |
| ----------------- | -------- | --------- | ------------ |
| Airbus A320neo    | —        | 9         | 180          |
| Airbus A321neo    | 9        | 24        | 227          |
| Airbus A330-200   | 6        | —         | 264          |
| Airbus A330-300   | 5        | —         | 292          |
| Airbus A350-900   | —        | 11        | 331          |
| Airbus A350-1000  | —        | 11        | 391          |
| Boeing 737-700    | 6        | —         | 132          |
| Boeing 737-800    | 31       | —         | 176          |
| Boeing 737-900    | 5        | —         | 182          |
| Boeing 777-200ER  | 15       | —         | 288          |
| Boeing 777-300ER  | 16       | —         | 381          |
| Boeing 787-9      | 13       | —         | 275          |
| Boeing 787-10     | 12       | 3         | 318          |
| Карго флота       |          |           |              |
| Airbus A350F      | —        | 3         | —            |
| Boeing 747-400BCF | 1        | —         | —            |
| Boeing 747-400ERF | 3        | —         | —            |
| Укупно            | 122      | 61        |              |

### Галерија
- KLM current fleet
- Airbus A321neo
- Airbus A330-200
- Airbus A330-300
- Boeing 737-700
- Boeing 737-800
- Boeing 747-400F
- Boeing 777-200ER
- Boeing 777-300ER
- Boeing 787-9
- Boeing 787-10